# 杨庆容
杨庆容（？—？），清朝人，是一名清朝政治人物。
杨庆容曾于同治六年（1867年）接替刘惠人任漳州府知府一职，同治六年（1867年）由朱以鑑接任。